# Tone Wilhelmsen Trøen
Tone Wilhelmsen Trøen (ur. 23 lutego 1966 w Bærum) – norweska polityk i samorządowiec, działaczka partii Høyre, parlamentarzystka, w latach 2018–2021 przewodnicząca Stortingu.

## Życiorys
Szkołę średnią ukończyła w 1985, kształciła się później na kursach językowych, szkoliła się też w zakresie prawa podatkowego i zarządzania personelem. W 2011 uzyskała licencjat z pielęgniarstwa w Høgskolen i Akershus. Pracowała w różnych przedsiębiorstwach i instytucjach, głównie na stanowiskach administracyjnych, później zaczęła wykonywać zawód pielęgniarki.
Dołączyła do centroprawicowej partii Høyre. Była związana z różnymi organami samorządu w miejscowości Nes (do 1994), a następnie (od 1995) w miejscowości Eidsvoll.
W 2013 po raz pierwszy uzyskała mandat deputowanej do Stortingu. Z powodzeniem ubiegała się o reelekcję w wyborach w 2017 i 2021. W marcu 2018 zastąpiła Olemica Thommessena na funkcji przewodniczącego norweskiego parlamentu. Pełniła tę funkcję do końca kadencji w 2021.